# District de Tagawa
Pour les articles homonymes, voir Tagawa (homonymie).
Le district de Tagawa (田川郡, Tagawa-gun) est un district de la préfecture de Fukuoka, au Japon.

## Géographie

### Démographie
Lors du recensement national de 2000, la population du district de Tagawa était de 92 467 habitants répartis sur une superficie de 309 km2.

### Municipalités du district
- Aka
- Fukuchi
- Itoda
- Kawara
- Kawasaki
- Ōtō
- Soeda